# Club Escacs Sant Martí
El Club Escacs Sant Martí és una entitat esportiva del districte de Sant Martí de Barcelona. Fundat al desembre del 1974, nasqué com a secció d'escacs de l'Associació de Veïns de Sant Martí de Provençals. Al maig del 1979 es traslladà a l'edifici Gaudí, entre el 1980 i el 1982 s'ubicà al local de l'Ateneu Llibertari de la CNT i posteriorment es traslladà al Centre Cívic de Sant Martí ja com a entitat independent.
Organitza competicions entre les quals destaca el Torneig Internacional de Sant Martí, que forma part del Circuit de Torneigs Internacionals de la Federació Catalana d'Escacs. També organitza un torneig per a aconseguir el títol de mestre català i un altre per al títol de Mestre Internacional. Té diferents equips que competeixen en el Campionat de Catalunya, i entre les seves files passaren els mestres FIDE José Aranda González i Òscar Ruiz i Mata.

## Resultats destacats en competició
El 1991 es proclamà campió de primera provincial i el 1992, campió de segona divisió del Campionat de Catalunya de partides ràpides per equips. El 2005 aconseguí l'ascens a primera divisió catalana.
L'abril del 2014 va perdre la final del play-off d'ascens a la Divisió d'Honor davant del Catalunya Escacs Club.